# Подшивайлов Денис Протасович
Денис Протасович Подшивайлов (14 жовтня 1898, с. Нова Слобода, Курська губернія — 25 травня 1962, Баку) — радянський воєначальник, гвардії генерал-майор (27.11.1942).

## Біографія
Народився 14 жовтня 1898 року в селі Нова Слобода Курської губернії. Російська.

### Перша світова війна
В лютому 1917 р. був призваний на військову службу і зарахований у 28-й запасний піхотний полк в Омську. Закінчивши навчальну команду полку, проходив службу молодшим унтер-офіцером. У січні 1918 р. демобілізований.

### Громадянська війна
У жовтні 1918 р. мобілізований до армії адмірала А. В. Колчака і служив у 1-му піхотному полку 1-ї Сибірської дивізії. З березня по червень 1919 р. у складі полку перебував на фронті проти частин Червоної армії на території Пермської губ. Активної участі в бойових діях не брав. У червні 1919 р. перейшов на бік Червоної армії на ділянці 264-го Волинського полку в районі с. Березівка, після чого був направлений у Вятку. 5 серпня вступив в РККА, зарахований у 51-й полк по обороні ж. д. В його складі проходив службу червоноармійцем, молодшим командиром, з листопада 1921 р. — командиром взводу. На цій посаді брав участь у придушенні Ишимского антирадянського повстання в районі міста Тобольськ, Тюмень, Ішим. Член ВКП(б) з 1920 року.

### Міжвоєнний період
Після війни з травня 1922 р. командував взводом в 113-му стрілецькому полку. З листопада 1923 по серпень 1924 р. перебував на навчанні на повторних курсах середнього комскладу в Самарі, по поверненні в полк призначений командиром і політруком роти. З вересня 1926 по серпень 1927 р. проходив перепідготовку на курсах «Постріл», після чого був призначений начальником і політруком команди одногодичников. З січня 1930 р. служив у 118-му стрілецькому полку 40-ї стрілецької дивізії командиром стрілецького та навчального батальйонів. У лютому 1934 р. переведений в штаб Приморської групи військ ОКДВА, де виконував посаду пом. начальника КЕЧ групи військ, з червня 1935 р. — пом. начальника 5-го відділу. У серпні 1936 р. призначений командиром і комісаром 310-го окремого навчального батальйону 26-го стрілецького корпусу військ 1-ї Окремої Червонопрапорної армії. З жовтня 1937 р. — пом. командира по стройовій частині і врід командира 65-го стрілецького полку 22-ї стрілецької дивізії. 28 серпня 1938 р. заарештований органами НКВС і перебував під слідством. 14 лютого 1939 р. звільнений з-під арешту у зв'язку з припиненням справи та звільнено в запас. Будучи в запасі, працював старшим викладачем військової справи в Красноярському лісотехнічному інституті. 25 вересня 1939 р. відновлений в кадрах РСЧА і призначений начальником 5-го відділення (з тилу) штабу 194-ї моторизованої дивізії, яка перебувала на формуванні в р. Татарск. У травні 1940 р. вона була передислокована в р. Ташкент. Після прибуття до нового місця служби Д. П. Подшивайлов був призначений пом. начальника по стройовій частині окружних курсів політскладу запасу, з листопада командував 470-м стрілецьким полком 194-ї гірськострілецької дивізії.

### Німецько-радянська війна
На початку війни в колишній посаді. 8 липня полк у складі дивізії відбув на Східний фронт, де перебував у резерві Ставки верховного ГОЛОВНОКОМАНДУВАЧА, потім у складі 49-ї армії брали участь у битві під Москвою. За відмінності в боях, проявлені особовим складом героїзм і мужність полк 5 січня 1942 р. був перейменований в 32-й гвардійський в складі 12-ї гвардійської стрілецької дивізії. З 17 березня по 7 червня Подшивайлов командував 97-ї стрілецької дивізії 16-ї армії, яка в цей період вела бої за р. Думиничи Калузької обл. 2 квітня її частини оволоділи містом і закріпилися на лівому березі р. Жіздра. На початку червня Подшивайлов направлений на навчання у військову академію ним. К. Е. Ворошилова, по закінченні прискореного курсу якої в листопаді 1942 р. призначений командиром 49-ї гвардійської стрілецької дивізії резерву Ставки ВГК. В середині грудня дивізія у складі 2-ї гвардійської армії передислокована на посилення Сталінградського фронту, де брала участь у Котельниковской наступальної операції. Її частини вели оборонні бої з противником, намагалися прорватися до оточеній угруповання під Сталінградом. У січні — лютому 1943 р. дивізія у складі армії Південного фронту вела наступальні бої на ростовському напрямку. У квітні Подшивайлов переведений з 49-ї гвардійської стрілецької дивізії на посаду командира 151-ї стрілецької дивізії, яка оборонялася по лівому березі р. Самбек. З середини липня вона в складі 44-ї армії Південного фронту брала участь в Миусской наступальної операції. З серпня її частини у складі 2-ї гвардійської, потім 5-ї ударної армій виконували завдання по розширенню плацдарму на правому березі р. Міус, після чого перейшли до переслідування відходить противника. У вересні дивізія в ході Донбаської операції брала участь у визволенні міст Іловайськ, Великий Токмак. В кінці жовтня вона була виведена в резерв Ставки ВГК, потім знаходилася на 4-му, а з грудня — на 1-му Українських фронтах. У січні 1944 р. дивізія у складі 38-ї армії вела оборонні бої в районі ст. Липовець, Чагов (Вінницька обл.). В середині березня її частини в ході Проскурівсько-
Чернівецької наступальної операції р. форсували Буг і звільнили місто і ж.-д. ст. Жмеринка. За відмінність у боях за звільнення цього міста наказом ВГК від 19 березня 1944 р. їй було присвоєно найменування «Жмеринська». В ході Львівсько-Сандомирської наступальної операції у серпні 1944 р. у складі 1-ї гвардійської армії оволоділа р. Болехів і вступила в передгір'ї Карпат. З 20 вересня дивізія брала участь у Східно-Карпатської наступальної операції. За зразкове виконання завдань командування в боях з супротивником при звільненні Ужгорода вона була нагороджена орденом Червоного Прапора (14.11.1944). Надалі її частини звільняли територію Чехословаччини та Угорщини. За відмінність у боях при оволодінні Будапештом наказом ВГК від 5 квітня 1945 р. їй було присвоєно найменування «Будапешт». Згодом дивізія вела наступальні і оборонні бої на території Австрії, брала участь у Віденській наступальної операції. З середини квітня 1945 р. і до закінчення війни генерал-майор Подшивайлов по пораненню перебував у шпиталі.
За час війни комдив Подшивайлов був чотири рази персонально згаданий у вдячних наказах Верховного Головнокомандуючого.

### Післявоєнний час
З липня 1945 р. він командував 86-ї гвардійської стрілецької дивізії, що дислокувалася в ЮГВ, а з вересня 1945 р. — в ОдВО. З березня 1947 р. він виконував посаду заст. командира 360-ї стрілецької дивізії. З лютого 1950 по червень 1951 р. перебував на навчанні у Військовій академії ім. М. В. Фрунзе на курсах удосконалення командирів стрілецьких дивізій, потім був направлений в ЗакВО начальником Об'єднаних KUES округу. З грудня 1952 р. перебував у розпорядженні командувача військами округу, а в травні 1953 р. призначений начальником військової кафедри Азербайджанського державного університету. У грудні 1955 р. звільнений у запас.

## Нагороди
- орден Леніна (21.02.1945)[2]
- 3 ордени Червоного прапора (22.01.1942, 03.11.1944, 15.11.1950)
- орден Суворова 2-го ступеня (1943)
- орден Кутузова 2-го ступеня (31.03.1943)
- орден Богдана Хмельницького 2-го ступеня (28.04.1945)
- медалі
- За оволодіння обласним центром України-містом Станіслав — великим залізничним вузлом і важливим опорним пунктом оборони німців в передгір'ях Карпат. 27 липня 1944 року. № 152.
- За оволодіння містами Чехословаччини Керешмэзе (Ясина), Рахів і великими населеними пунктами Чертижне, Белька, Поляна, Руське, Пільга, Ужок, Нижні Верецки, Заломиска, Пилипець, Голятин, Торуна, Надбочко і захоплення в Північній Трансільванії міста Сігет. 18 жовтня 1944 року № 198.
- За оволодіння на території Чехословацької республіки головним містом Закарпатської України Ужгород — великим вузлом комунікацій і важливим опорним пунктом оборони противника. 27 жовтня 1944 року № 207.
- За оволодіння столицею Угорщини містом Будапешт — стратегічно важливим вузлом оборони німців на шляхах до Відня. 13 лютого 1945 року. № 277.